# Jemielnica (gmina)
Jemielnica – gmina wiejska w województwie opolskim, w powiecie strzeleckim. W latach 1975–1998 gmina położona była w województwie opolskim. W 2006 roku w gminie wprowadzono język niemiecki jako język pomocniczy.
Siedziba gminy to Jemielnica.

## Struktura narodowościowa
W Narodowym Spisie Powszechnym Ludności i Mieszkań z 2002 r. okazało się, że 24,29% mieszkańców Gminy Jemielnica stanowią Niemcy.
W Narodowym Spisie Powszechnym Ludności i Mieszkań z 2021 r. okazało się, że 26,66% mieszkańców Gminy Jemielnica stanowią Ślązacy, 14,78% stanowią Niemcy, natomiast 0,53% mieszkańców pozostaje bez ustalonej narodowości.

## Struktura powierzchni
Według danych z roku 2002 gmina Jemielnica ma obszar 113,21 km², w tym:
- użytki rolne: 36%
- użytki leśne: 61%

Gmina stanowi 15,21% powierzchni powiatu.

## Demografia
Według danych z 30 czerwca 2004 gminę zamieszkiwało 7627 osób. Natomiast według danych z 31 grudnia 2017 roku gminę zamieszkiwało 7176 osób.

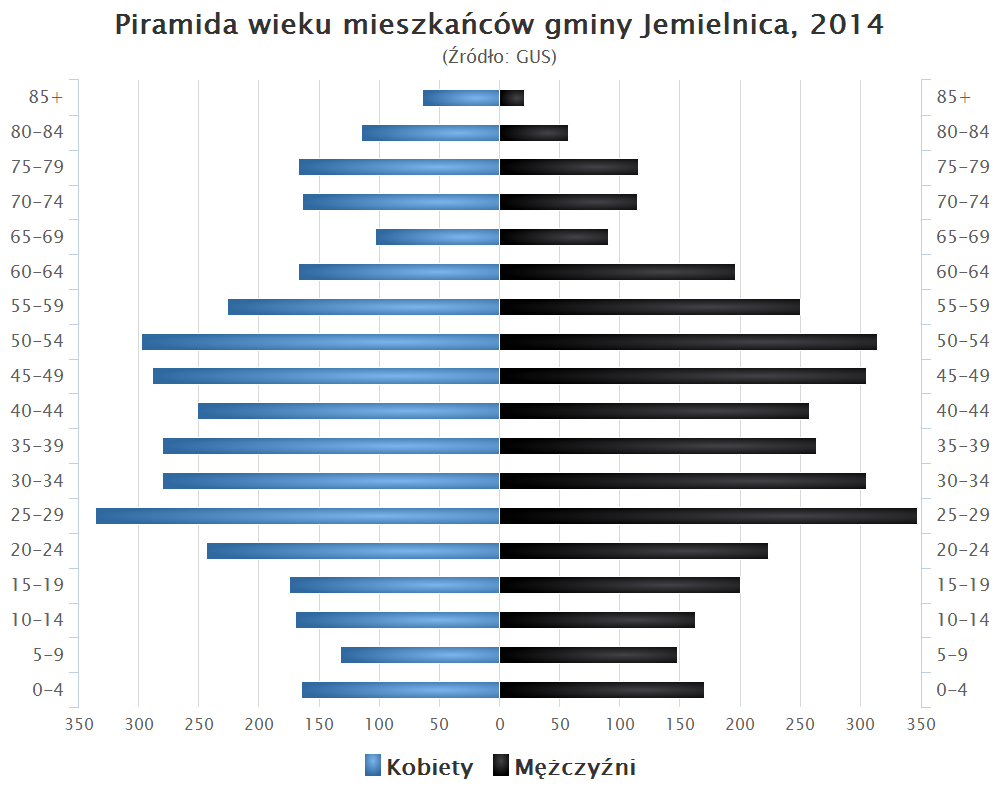
Piramida wieku mieszkańców gminy Jemielnica w 2014 roku

Dane z 30 czerwca 2004:
| Opis                              | Ogółem | Ogółem | Kobiety | Kobiety | Mężczyźni | Mężczyźni |
| --------------------------------- | ------ | ------ | ------- | ------- | --------- | --------- |
| jednostka                         | osób   | %      | osób    | %       | osób      | %         |
| populacja                         | 7627   | 100    | 3861    | 50,6    | 3766      | 49,4      |
| gęstość zaludnienia (mieszk./km²) | 67,4   | 67,4   | 34,1    | 34,1    | 33,3      | 33,3      |

## Znani Jemielniczanie
- Johannes Nucius – kompozytor,
- Markus der Gerechte (Marek Prawy, Marek z Jemielnicy) – bojownik o sprawiedliwość społeczną w Królestwie Pruskim.

## Dzielnice Jemielnicy
Jemielnica-Wiejska, Gajdowe (niem. Gaidowe), Zawodzie (niem.Zawodzie, Teichhäuser), Nowa Kolonia (niem. Neue Kolonie), Stara Kolonia (niem. Alte Kolonie), Borek (niem. Borek, Waldeck).

## Sąsiednie gminy
Kolonowskie, Strzelce Opolskie, Wielowieś, Zawadzkie